# Suinin
Suinin (japonsky 垂仁天皇, Suinin-tennó byl v pořadí jedenáctým japonským císařem, podle tradičního seznamu posloupnosti. Neexistují žádná konkrétní data připisovaná k životu císaře nebo jeho panování, ale běžně se má za to, že vládl od roku 29 př. n. l. až do roku 70. Podle legend vybudoval svatyni Ise.  Japonci tradičně přijímají historickou existenci tohoto panovníka. Nebyly však objeveny žádné soudobé záznamy, které by potvrzovaly názor, že tato historická postava skutečně existovala. Místo jeho císařské hrobky není známo. Císař Suinin je tradičně uctíván u památníku v šintoistické svatyni Nara.